# Baquete III

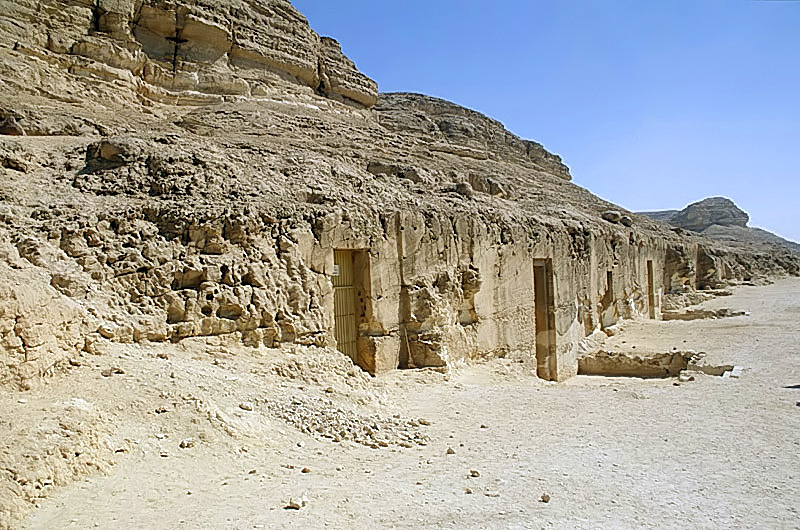
Tumba de Baquete III

Baquete III foi um antigo oficial egípcio e Grande Chefe do nomo do Órix(o 16º nome do Alto Egito) durante a 11ª dinastia no século XXI a.C.. Além da posição de governador de todo o nome, Baquete III também detinha os títulos haty-a, tesoureiro do rei do Baixo Egito, amigo confidencial, verdadeiro conhecido da realeza e prefeito de Nequebe.